# بالستراته
بالستراته (به ایتالیایی: Balestrate) یک کومونه در ایتالیا است که در استان پالرمو واقع شده‌است. بالستراته ۳٫۹ کیلومتر مربع مساحت و ۶٬۵۰۵ نفر جمعیت دارد.